# Kaliumferrat
Kaliumferrat (K2FeO4) är ett kraftigare oxidationsmedel än kaliumpermanganat. Kaliumferrat kan bara lagras när det är torrt, i alkalisk lösning är saltet ganska stabilt men i neutral eller sur lösning sönderdelas det mycket snabbt. När K2FeO4 sönderdelas under sura omständigheter bildas rost och ett kaliumsalt. Kaliumferrat kan användas för att döda bakterier i vatten. Det är svagt radioaktivt på grund av kaliumisotopen K40.

## Historia
Kaliumferrat upptäcktes av Georg Ernst Stahl när han hettade upp en blandning av järnpulver och kaliumnitrat och löste det överblivna saltet i vatten. Sedan upptäckte Edmond Frémy att om man hettade upp en blandning av kaliumhydroxid och järn(III)oxid bildades samma salt.

## Framställning
Kaliumferrat framställdes tidigare genom att hetta upp en blandning av järnpulver och kaliumnitrat och sedan lösa det överblivna saltet i kallt, alkaliskt vatten.
{\displaystyle {\rm {2\ KNO_{3}+Fe\rightarrow K_{2}FeO_{4}+N_{2}+O_{2}}}}
Numera framställs det genom oxidering med en hypoklorit i en alkalisk järn(III)salt lösning.
{\displaystyle {\rm {2\ Fe(NO_{3})_{3}+3\ KOCl+10\ KOH\rightarrow }}}
{\displaystyle {\rm {2\ K_{2}FeO_{4}+6\ KNO_{3}+3\ KCl+5\ H_{2}O}}}